# ليونارد كلينروك
ليونارد كلينروك (بالإنجليزية: Leonard Kleinrock) (ولد في 13 يونيو 1934) هو مهندس وعالم كمبيوتر وأستاذ علم الحاسب في جامعة كاليفورنيا، لوس أنجلس، وله مساهمات عديدة في مجال شبكات الكمبيوتر وخصوصا الجانب النظري منه، وأيضا قد لعب دورا مهمة في تطوير مشروع أربانت، ومن أبرز إنجازاته عمله في نظرية الطابور

## روابط خارجية
- ليونارد كلينروك على موقع الموسوعة البريطانية (الإنجليزية)